# Sad But True
Sad But True is een nummer van de Amerikaanse metalband Metallica uit 1993. Het is de vijfde en laatste single van Metallica's vijfde studioalbum dat dezelfde naam heeft als de band zelf.
Het nummer flopte in de Verenigde Staten, en werd in Europa een bescheiden hitje. In de Nederlandse Top 40 was het goed voor een 17e positie. Sinds 2011 staat het vast in de NPO Radio 2 Top 2000 met 284 als hoogste notering, in 2013.
Sad But True werd als tweede nummer gespeeld op het Freddie Mercury Tribute Concert, op 20 april 1992, samen met de nummers Enter Sandman (het openingsnummer van het wereldwijd live uitgezonden concert) en met de single Nothing Else Matters als afsluiter voor Metallica.

## Band
- James Hetfield, zanger en ritmisch gitarist
- Jason Newsted, bassist en achtergrondzanger
- Lars Ulrich, drummer
- Kirk Hammett, leidend gitarist

## NPO Radio 2 Top 2000
| Nummer met noteringen in de NPO Radio 2 Top 2000 | '09  | '10 | '11 | '12 | '13 | '14 | '15 | '16 | '17 | '18 | '19 | '20 | '21 | '22 | '23 | '24 |
| ------------------------------------------------ | ---- | --- | --- | --- | --- | --- | --- | --- | --- | --- | --- | --- | --- | --- | --- | --- |
| Sad but True                                     | 1209 | -   | 548 | 324 | 284 | 359 | 450 | 596 | 578 | 521 | 483 | 553 | 453 | 379 | 398 | 443 |

1. ↑  Een '-' betekent dat het nummer niet was genoteerd en een vetgedrukt getal geeft de hoogste notering aan.
2. ↑  2009 was het eerste jaar met een notering voor dit nummer.